# 陳鈞 (雍正進士)
陳鈞，贵州遵義人，清朝地方官员、同進士出身。

## 生平
雍正十一年（1733年）癸丑科進士，三甲七名，由湖北潛江縣知縣升山西霍州直隸州知州。